# ليف ليشينكو
ليف فاليريانوفيتش ليشينكو (بالروسية: Лев Валерьянович Лещенко ؛ من مواليد 1 فبراير 1942) مغني روسي، اشتهر بتقديمه لأغنية "Den Pobedy" وأغنية حفل ختام دورة الألعاب الأولمبية الصيفية 1980 "Do svidanja، Moskva" ".